# نیژنیه بوبینو
نیژنیه بوبینو (انگلیسی: Nizhneye Bobino) یک شهرک در شهرستان مچتلینسکی استان باشقیرستان کشور روسیه است.